# Juncus leiospermus
Juncus leiospermus är en tågväxtart som beskrevs av Frederick Joseph Hermann. Juncus leiospermus ingår i släktet tåg, och familjen tågväxter. Inga underarter finns listade i Catalogue of Life.